# ㅋ
Cette page contient des caractères spéciaux ou non latins. S’ils s’affichent mal (▯, ?, etc.), consultez la page d’aide Unicode.
ㅋ est un jamo du hangeul, l'alphabet utilisé pour transcrire le coréen.
- Ne pas confondre avec ヲ.

## Représentation informatique
- Unicode :
  - ㅋ : U+314B[1]
  - ᄏ : U+110F
  - ᆿ : U+11BF